# أبو الأبيض العبسي الشامي
أبو الأبيض العبسي الشامي، تابعي من كبار التابعين، ومُحدث ثقة، قُتل في فتح طوانة سنة 88 هـ.

## سيرته
أبو الأبيض العنسي الشامي، ويُقال: المدني، من بني زهير بن جذيمة، ويُقال: من بني عامر، كان شجاعًا حتى قيل: 
| أبو الأبيض العبسي الشامي | لم يكن بالشام أحد يستطيع أن يعيب الحجاج علانية إلا ابن محيريز وأبو الأبيض العنسي. | أبو الأبيض العبسي الشامي |

، خرج مع العباس بن الوليد بن عبد الملك في فتح طوانة، فقال: «إني رأيت في المنام كأني أتيت بتمر وزبد فأكلته ثم دخلت الجنة»، فقال العباس: «يعجل لك التمر والزبد والله لك بالجنة»، فقاتل حتى قتل.

## روايته للحديث النبوي
- روى عن: أنس بن مالك، وحذيفة بن اليمان.
- روى عنه: إبراهيم بن أبي عبلة، وربعي بن حراش، ويمان بن المغيرة.[3]
- الجرح والتعديل: وثقه العجلي، ورَوَى لَهُ النسائي حَدِيثًا واحِدًا.[3]